# أحمد الجليدان
أحمد يوسف الجليدان، هو لاعب كرة قدم سعودي يلعب كظهير أيمن لنادي الاتحاد.

## روابط خارجية
- أحمد الجليدان على موقع قاعدة بيانات كرة القدم.إي يو (الإنجليزية)
- أحمد الجليدان على موقع Soccerway.com (الإنجليزية)